# Dushara

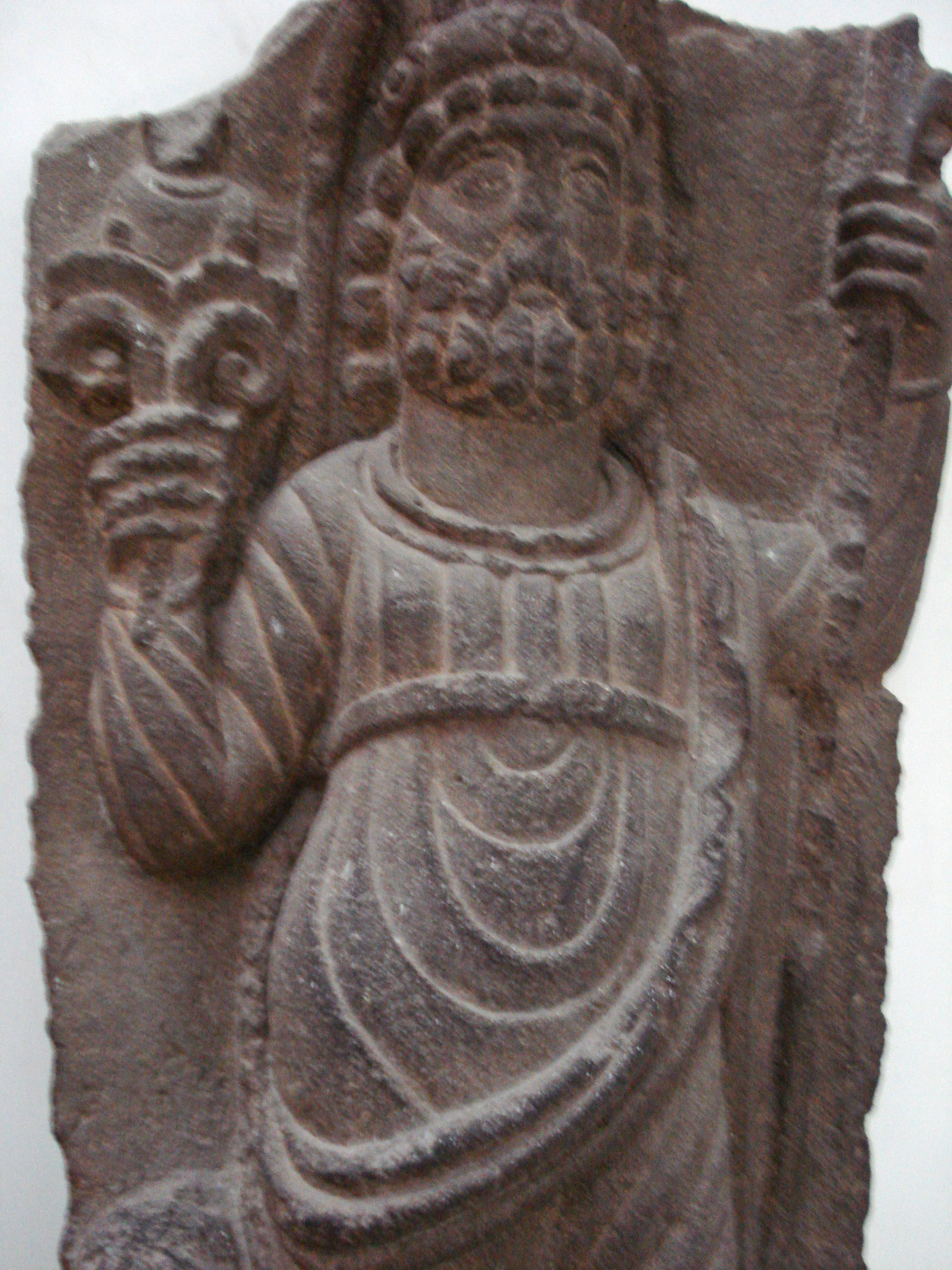
Representació de Dushara al sud de Síria

Dushara o Dusares - en nabateu dwsrʾ; grec antic: Δουσάρης; llatí: Dusares; àrab: ذو الشرى, Ḏū x-Xarà — fou una deïtat de l'antic Orient Pròxim adorada pels nabateus a Petra d'Aràbia i Madaïn Sàlih, ciutats de les quals n'era el patró.

## Etimologia
Dushara és conegut principalment per fonts epigràfiques nabatees, que invariablement l'anomenen dwsrʾ, sense vocalitzar atès que l'escriptura nabatea només escriu les consonants. A les fonts clàssiques gregues apareix com Δουσάρης i en llatí com Dusares.
El significat original del nom és poc clar, però l'historiador musulmà primerenc Ibn al-Kalbí al seu Llibre dels ídols s'hi refereix com a Dhu-x-Xara amb el significat ‘el de Xara’, essent Xara una cadena muntanyosa que hi hauria al sud-est del Mar Mort. Si això fos cert, Dushara seria més un títol que no pròpiament un nom. Tanmateix, no existeix acord tant sobre el nom com sobre la seva interpretació.

## Culte
En època grega, s'associà a Zeus perquè era el cap del panteó nabateu, i també a Dionís.
S'ha trobat un santuari a Dushara, al port de Pozzuoli a Itàlia. La ciutat era un nexe important per al comerç amb el Pròxim Orient, i se sap que podria haver tingut una presència nabatea a mitjan segle I dC.
El culte va continuar-se en alguna mesura ben entrat el període romà i possiblement tan tard com en el període islàmic.
Aquesta divinitat és esmentada per l'historiador musulmà del s. IX Hixam ibn al-Kalbí, que va escriure en el Llibre dels ídols on diu que «els Banu al-Hàrith ibn Yaixkur ibn Mubàixxir dels Azd tenien un ídol anomenat Dhu-Xara».